# Dainty Marie
Marie Meeker (nacida Maybelle Meeker; 6 de noviembre de 1886 – 2 de abril de 1960), quién actuó bajo el nombre de Dainty Marie, fue una intérprete de vodevil y artista de circo estadounidense.

## Vida y carrera
Nació en Leavenworth, Kansas, hija de un guardia de prisiones y sobrina del pionero Ezra Meeker. De niña fue aprendiz en un pequeño circo, donde aprendió habilidades como montar a caballo sin silla, hacer girar la cuerda y realizar acrobacias aéreas.
Saltó a la fama rápidamente a principios del siglo XX y apareció en espectáculos de Broadway con Blanche Ring, Lew Fields y Julian Eltinge. Se convirtió en una artista destacada del vodevil, con un número en el que primero cantaba con un vestido de noche o un traje de época y luego se desnudaba para realizar acrobacias en un trapecio vestida con un leotardo y mallas. También interpretaba recreaciones vivientes de las estatuas de Rodin. En su juventud destacó por su atractiva figura, y también se hizo famosa por su fuerza física tras un altercado con unos "piropos" mientras caminaba por Broadway. Seguidora de la Ciencia cristiana, promovía los valores del ejercicio y la reforma moral.
Se convirtió en artista destacada del circo Ringling Bros. and Barnum & Bailey, donde se la anunciaba como "la mejor trapecista del mundo". Más tarde volvió al vodevil. En 1923, su actuación fue descrita como "única en su género, una novedad del vodevil que es diferente".
Se retiró en 1931 para fundar una escuela de cultura física para mujeres en Milwaukee. Alrededor de 1948 se mudó a Saugus, California, donde murió en 1960 a la edad de 73 años.
Se casó cuatro veces. Tuvo matrimonios breves, que terminaron en divorcio, con Ewald "Wally" Hupel en 1903, con el actor Earle Foxe en 1914 y con Clarence Williams en 1928. Su último matrimonio fue con Walter Hickey, quien falleció antes que ella.